# Liegenbach
Liegenbach (fränkisch: Lichaba) ist ein Gemeindeteil der kreisfreien Stadt Ansbach (Mittelfranken, Bayern). Liegenbach liegt in der Gemarkung Elpersdorf bei Ansbach.

## Geografie
Der Weiler liegt am Höllmühlbach. 0,5 km südlich des Ortes liegt der Käferbuck. Eine Gemeindeverbindungsstraße führt nach Höfen (1 km östlich) bzw. nach Oberdombach (0,7 km westlich).

## Geschichte
Der Ort wurde 1452 als „Lügenbach“ erstmals urkundlich erwähnt. Der Ortsname leitet sich von einem gleichlautenden Gewässernamen ab (heute Höllmühlbach genannt). Die Bedeutung des Gewässernamens kann nicht sicher geklärt werden. Elisabeth Fechter geht von Bach bei dem Wilderversteck aus.
Laut dem 16-Punkte-Bericht des Fürstentums Ansbach von 1684 bildete Oberdombach mit Liegenbach eine Realgemeinde. Auch gegen Ende des 18. Jahrhunderts bildete Oberdombach mit Liegenbach eine Gemeinde. In Liegenbach gab es 3 Anwesen. Das Hochgericht übte das brandenburg-ansbachische Hofkastenamt Ansbach aus. Die Dorf- und Gemeindeherrschaft hatte das Hofkastenamt Ansbach. Grundherren waren das Vogtamt Aurach des Hochstifts Eichstätt (2 Söldengüter) und die Pfarrei Aurach (1 Halbhof). Von 1797 bis 1808 unterstand der Ort dem Justiz- und Kammeramt Ansbach.
Im Rahmen des Gemeindeedikts wurde Liegenbach dem 1808 gebildeten Steuerdistrikt Elpersdorf und der 1811 gegründeten Ruralgemeinde Elpersdorf zugeordnet. Diese wurde am 1. Juli 1972 im Zuge der Gebietsreform in Bayern in die Stadt Ansbach eingegliedert.

## Einwohnerentwicklung
| Jahr      | 001818 | 001840 | 001861 | 001871 | 001885 | 001900 | 001925 | 001950 | 001961 | 001970 | 001987 |
| Einwohner | 25     | 30     | 21     | 20     | 22     | 20     | 25     | 25     | 14     | 15     | 14     |
| Häuser    | 3      | 3      |        |        | 4      | 4      | 4      | 4      | 4      |        | 4      |
| Quelle    | [ 15 ] | [ 16 ] | [ 17 ] | [ 18 ] | [ 19 ] | [ 20 ] | [ 21 ] | [ 22 ] | [ 23 ] | [ 24 ] | [ 1 ]  |

## Religion
Der Ort ist römisch-katholisch geprägt und bis heute nach St. Vitus (Neunstetten) gepfarrt. Die Einwohner evangelisch-lutherischer Konfession sind nach St. Laurentius (Elpersdorf bei Ansbach) gepfarrt.